# Tetrablemma marawula
Tetrablemma marawula là một loài nhện trong họ Tetrablemmidae.
Loài này thuộc chi Tetrablemma. Tetrablemma marawula được Lehtinen miêu tả năm 1981.